# Galena (Illinois)
Pour les articles homonymes, voir Galena.
La ville de Galena est le siège du comté de Jo Daviess, dans l’État de l’Illinois, aux États-Unis.

## Source
- (en) Cet article est partiellement ou en totalité issu de l’article de Wikipédia en anglais intitulé « Galena, Illinois » (voir la liste des auteurs).